# Cuaderno de William Blake

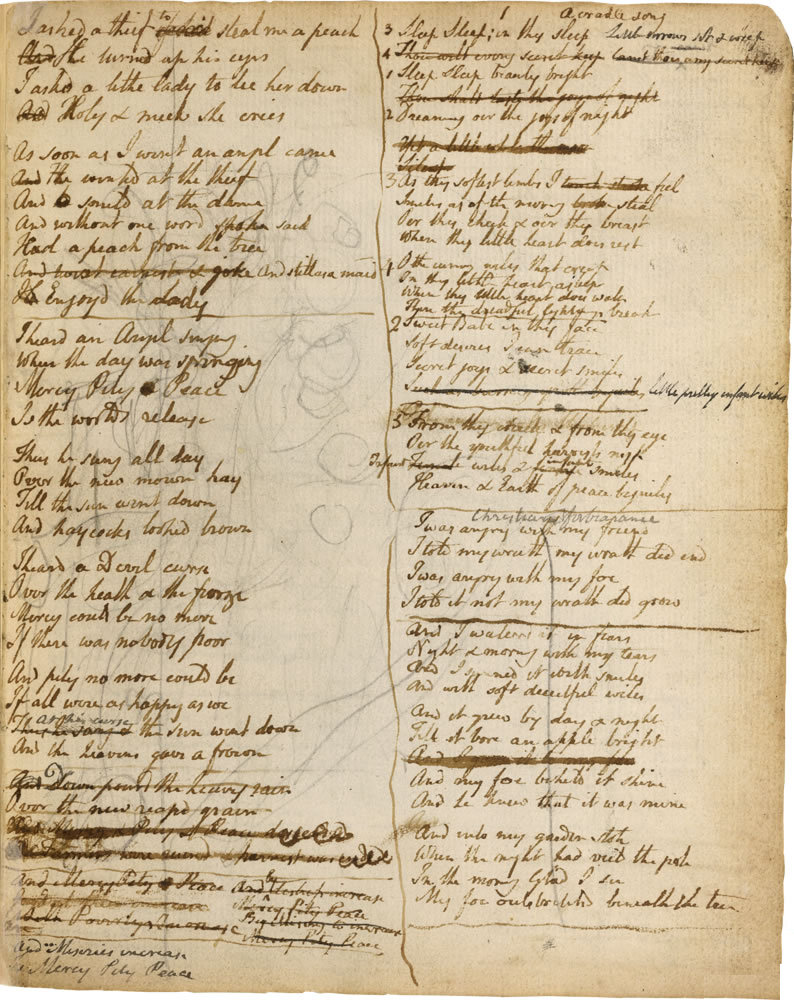
La página 114 rev, dice «Le pedí a un ladrón que me robara un melocotón ... », «Escuché a un ángel cantar ... », A Cradle Song (Blake, 1794) y Christian Forbearance (el borrador de A Poison Tree)

El Cuaderno de William Blake (también conocido como el Manuscrito Rossetti por su asociación con su antiguo propietario, Dante Gabriel Rossetti) fue utilizado por William Blake como un libro común de hacia 1787 (o 1793) a 1818.

## Descripción
El cuaderno [Butlin # 201] consta de 58 hojas y contiene borradores autógrafos por Blake de poemas y prosa con numerosos bocetos y diseños, en su mayoría a lápiz. Con dos páginas de prefacio, junto con 94 páginas de bocetos, cada página mide aproximadamente 159 por 197 mm. Las hojas originales fueron luego encuadernadas con una copia parcial (ff. 62-94) de 'All that is of any value in the foregoing pages' , que es la transcripción de Rossetti del cuaderno de Blake (agregado después de 1847).

## Ideas del bien y del mal
Al principio, el Cuaderno pertenecía al hermano menor y alumno favorito de Blake, Robert, quien hizo algunos bocetos a lápiz y dibujos a tinta y aguada en él. Después de la muerte de Robert en febrero de 1787, Blake heredó el volumen comenzando con la serie de bocetos de muchos diseños emblemáticos sobre un tema de la vida de un hombre desde su nacimiento hasta su muerte. Luego, invirtiendo el libro, escribió en sus últimas páginas una serie de poemas alrededor de 1793. Continuó el libro en 1800 volviendo a las primeras páginas. En total, el Cuaderno contiene alrededor de 170 poemas más fragmentos de prosa: Memorandos (1807), Borrador del prospecto del grabado de los peregrinos de Canterbury de Chaucer (1809), Dirección pública (1810), y Una visión del juicio final (1810). El último trabajo en el Cuaderno es un poema largo y elaborado pero inacabado, El Evangelio Eterno,datado en torno a 1818.
En la página 4 se coloca un breve poema humorístico Cuando un hombre se ha casado con una esposa ... y una imagen de arriba muestra a un hombre y una mujer levantándose de la cama en una habitación escasamente amueblada que podría ser la de Blake. La línea de texto oscurecida por la imagen Ideas del bien y del mal probablemente sirvió como título a los 64 emblemas de las imágenes siguientes, 17 de los cuales se utilizaron para el libro Para los niños: Las puertas del paraíso. Rossetti, Swinburne, y Yeats en sus publicaciones de la poesía de Blake utilizaron esto como título para la serie de poemas de los manuscritos. En 1905, John Sampson publicó la primera publicación anotada de todos estos poemas y creó un Índice descriptivo detallado de 'The Rossettt MS'. Le siguen algunas otras publicaciones académicas editadas por Geoffrey Keynes (1935 y 1957/66), David V. Erdman (1965/82/88) y junto con Moore (1977), Alicia Ostriker (1977), Gerald E. Bentley Jr. (1977), etcétera.
En la introducción de su publicación, Rossetti dio a estos poemas la siguiente presentación:

Los poemas más cortos, e incluso los fragmentos, ofrecen muchas instancias de ese exquisito don métrico y rectitud en el punto de forma que constituyen la gloria especial de Blake entre sus contemporáneos, incluso más eminentemente tal vez que el mayor dominio de los recursos mentales que también es suyo. Tales cualidades de perfección pura en la escritura de versos, como él perpetuamente, sin esfuerzo, exhibió, deben ser recibidas entre aquellos poetas mayores a los que amaba, y tales de nuevo ahora son vistos como los trofeos peculiares de una escuela que ha surgido desde su tiempo; pero solo él (que se repita y se recuerde) los poseyó entonces, y los poseyó en clara integridad. Color y metro, estas son las verdaderas patentes de la nobleza en la pintura y la poesía, teniendo prioridad de todas las reivindicaciones intelectuales; y es en virtud de estos, en primer lugar, que Blake tiene, en ambas artes, un rango que no se le puede quitar.

## Poemas de 1793
La sección de allá por 1793 contiene 63 poemas que incluyen borradores de 16 poemas ingresados en la colección de Canciones de la experiencia, que se han colocado aquí en el siguiente orden:
| Poemas y fragmentos del Cuaderno                                            | Paginas:           | Ver textos relacionados en Songs of Experience : |
| Escrito alrededor de 1793 (numeración de ed. Jeoffrey Keynes, de 1957 a 66) |                    |                                                  |
| 1. " Me ofrecieron una flor ..."                                            | p.115 al revés     | "Mi bonito árbol de rosas"                       |
| 3. "El amor no busca agradar ..."                                           | p.115 rev          | "El terrón y el guijarro"                        |
| 5. " Fui al jardín del amor ..."                                            | p.115 rev          | "El jardín del amor"                             |
| 8. " Escuché a un ángel cantar ..."                                         | p.114 rev          | "El abstracto humano"                            |
| 10. Tolerancia cristiana                                                    | p.114 rev          | "Un árbol venenoso"                              |
| 13. Dolor infantil                                                          | p.113 rev          | "Dolor infantil"                                 |
| 17. Respuesta de la Tierra                                                  | p.111 rev          | "Respuesta de la Tierra"                         |
| 19. Londres                                                                 | p.109 rev          | "Londres"                                        |
| 23. " Cuando se escuchan las voces de los niños en el green ..."            | p.109 rev          | "Canción de la enfermera"                        |
| 25. The Tyger (primer borrador)                                             | págs. 109–108 rev. | "El Tyger"                                       |
| 26. The Tyger (segundo borrador)                                            | p.108 rev          | "El Tyger"                                       |
| 28. La imagen humana                                                        | p.107 rev          | "El abstracto humano"                            |
| 31. La enferma se levantó                                                   | p.107 rev          | "La rosa enferma"                                |
| 45. El pequeño vagabundo                                                    | p.105 rev          | "El pequeño vagabundo"                           |
| 47. El deshollinador                                                        | pp.105 y 103 rev   | "El deshollinador"                               |
| 51. Jueves Santo                                                            | pag. 103 rev       | "Jueves Santo"                                   |
| 52. El Angel                                                                | pag. 103 rev       | "El ángel"                                       |
| 55. " Pequeña mosca ..."                                                    | pag. 101 rev       | "La mosca"                                       |

Algunos de estos borradores son significativamente diferentes de sus últimas versiones, por ejemplo, el Infant Sorrow del Cuaderno es mucho más expandido y está compuesto por nueve cuartetos en lugar de dos que fueron elegidas para las Canciones de inocencia y de experiencia. También es interesante comparar el poema más famoso de Blake <i>The Tyger</i> con sus dos versiones anteriores del Cuaderno (véase "The Tyger", 1er borrador y 2do borrador).
El género de la mayoría de los poemas de esta sección se puede definir como canciones y baladas. Algunos de ellos reflejan el clima político y social de esa época.

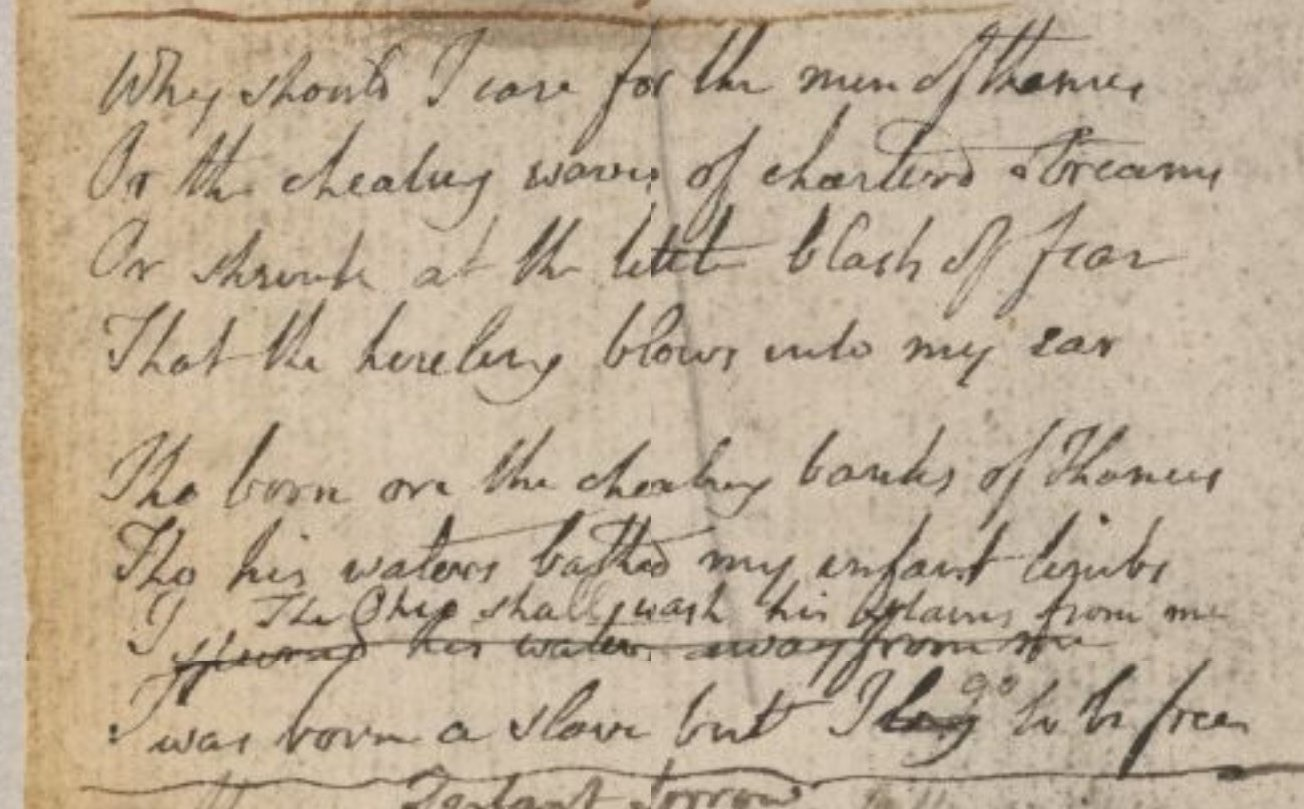
Por qué debería preocuparme por los hombres de Thames ..., p.113 rev

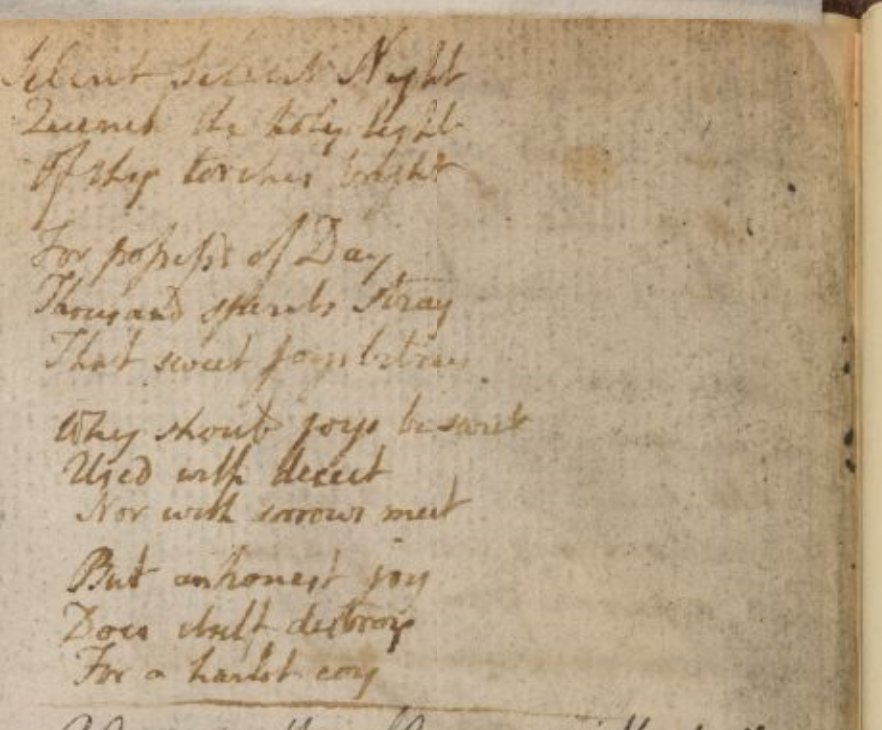
Silent, Silent Night ..., p.113 rev.

Algunos otros de estos poemas pertenecen más bien al género de los versos y epigramas satíricos, como el siguiente:

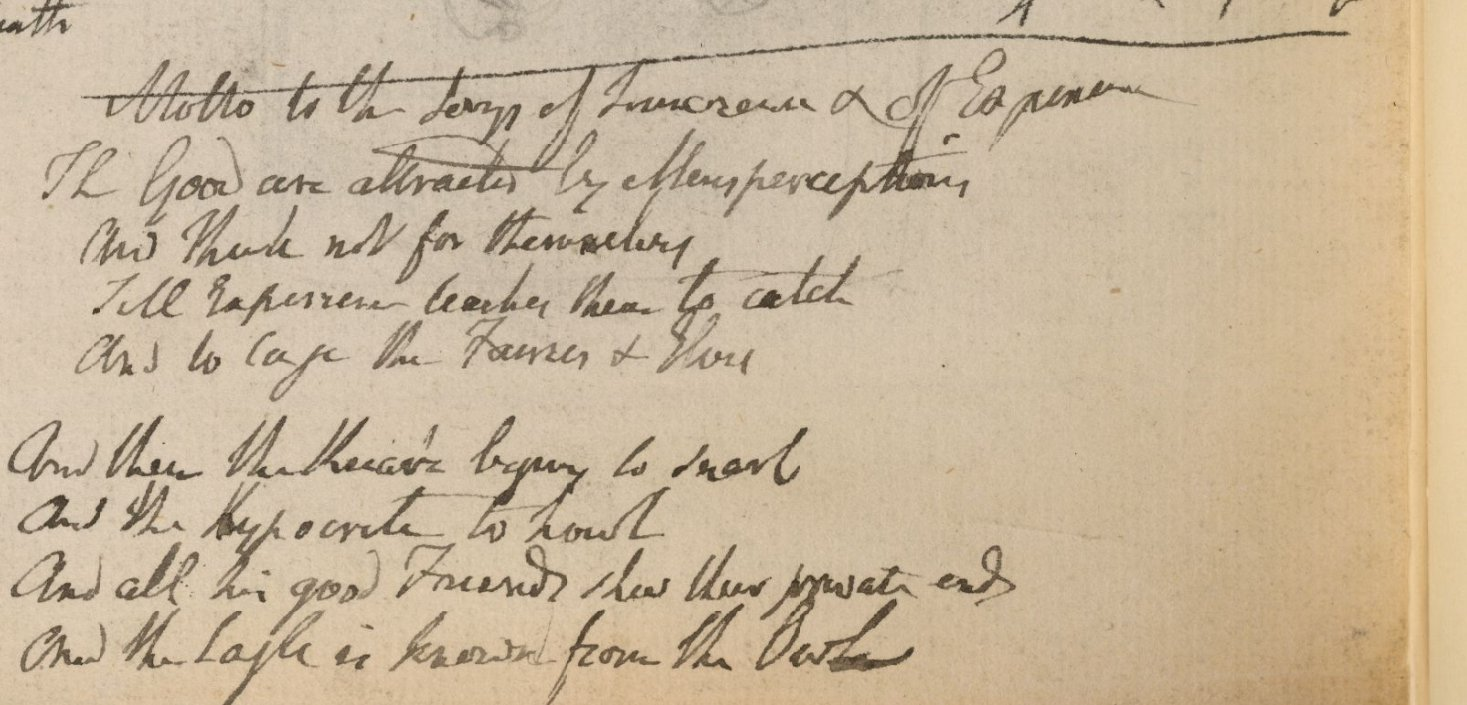
Lema de las canciones de la inocencia y de la experiencia, p.101 rev.

Lema de las canciones de la inocencia y de la experiencia

The Good are attracted by Mens perceptions
And Think not for themselves
Till Experience teaches them to catch
And to cage the Fairies and Elves
And then the Knave begins to snarl
And the Hypocrite to howl
And all his good Friends shew their private ends
And the Eagle is known from the Owl

Este lema, que nunca fue grabado por Blake, no se encuentra en ninguna copia de las Canciones de la inocencia y de la experiencia.

## Poemas de 1800 a 1803

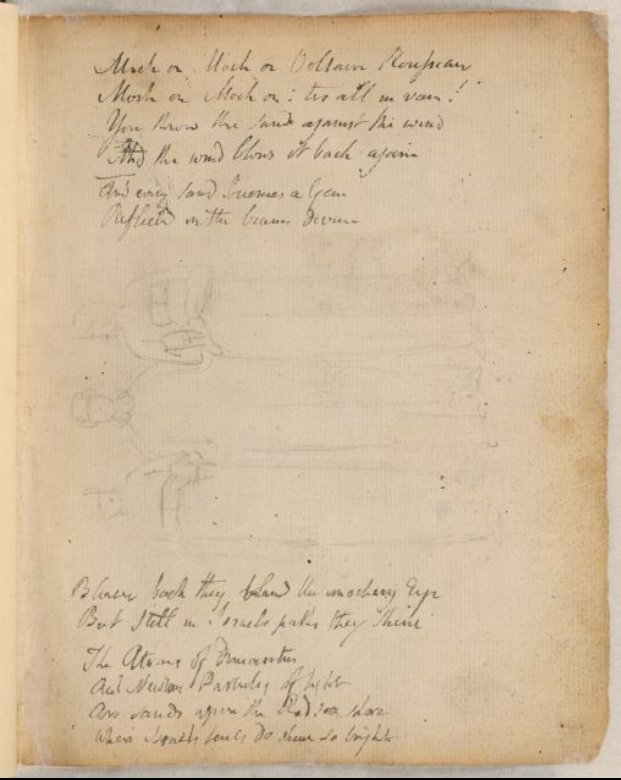
Mock on, Mock on, Voltaire, Rousseau, p.7

Hay diez poemas en el Cuaderno escritos durante la vida de Blake en Felpham, un pueblo de Sussex Occidental. Aquí está uno de sus poemas más característicos de ese período:

Mock on Mock on Voltaire Rousseau
Mock on Mock on! tis all in vain!
You throw the sand against the wind
And the wind blows it back again
And every sand becomes a Gem
Reflected in the beams divine
Blown back they blind the mocking Eye
But still in Israels paths they shine
The Atoms of Democritus
And Newtons Particles of light
Are sands upon the Red sea shore
Where Israels tents do shine so bright

## Poemas de 1808 a 1811
La mayoría de los 92 textos de esta sección son epigramas, versos gnómicos o fragmentos dirigidos a los amigos y enemigos de Blake, a pintores y poetas, así como a distintos personajes históricos o mitológicos e incluso a Dios. A continuación se muestran algunos ejemplos:

Was I angry with Hayley who usd me so ill

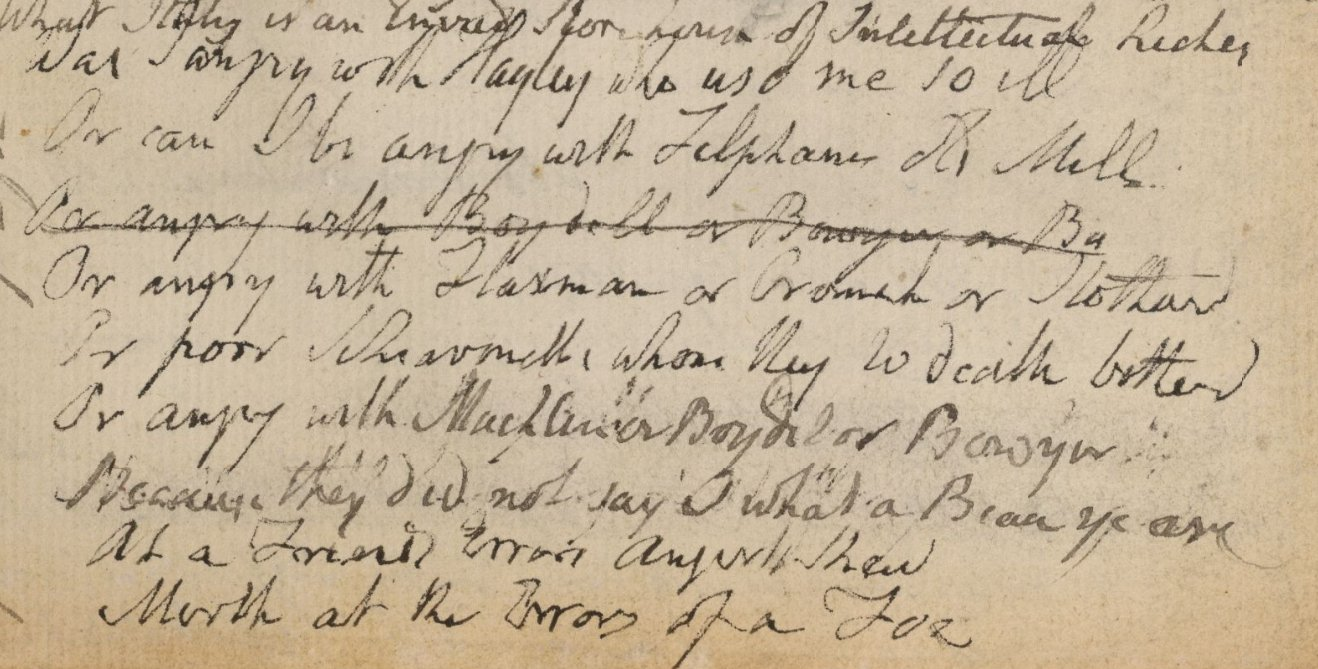
¿Estaba enojado con Hayley que me hizo tan mal ..., p.23

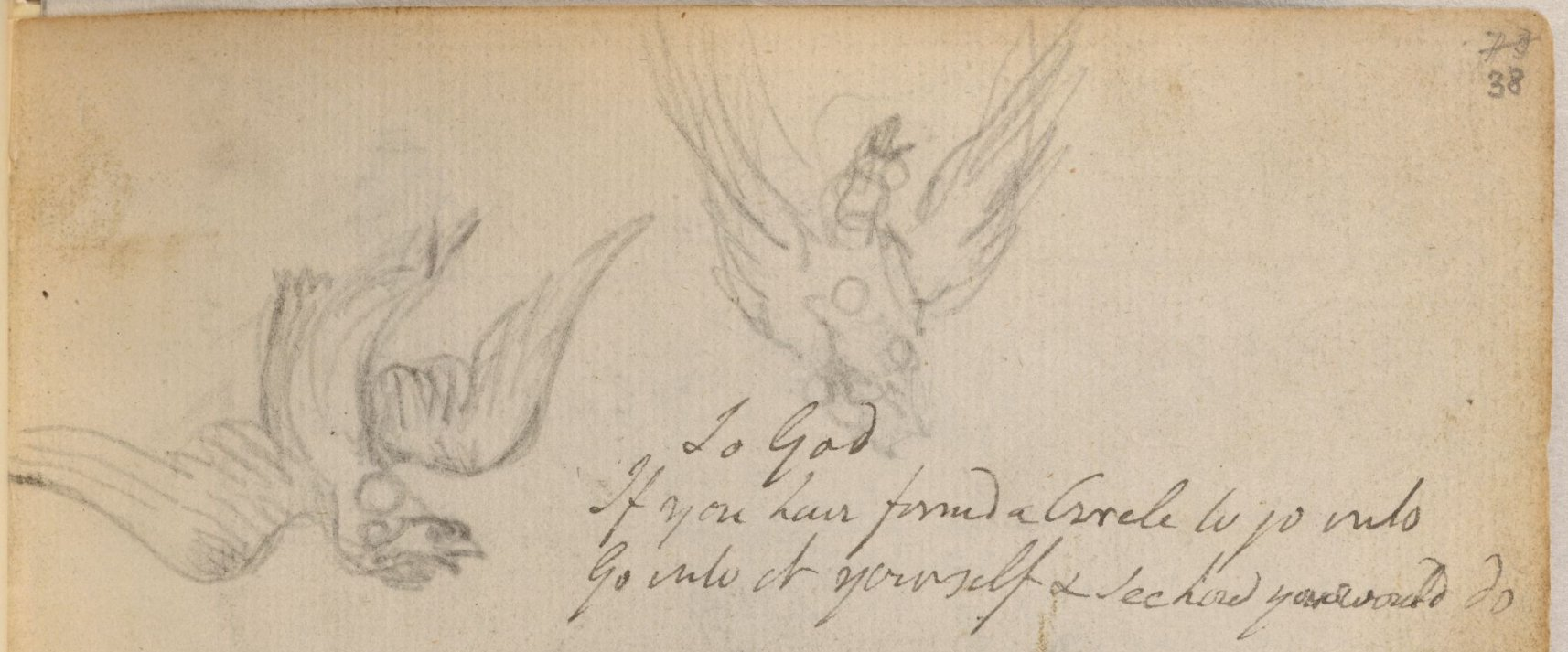
A Dios, p.73

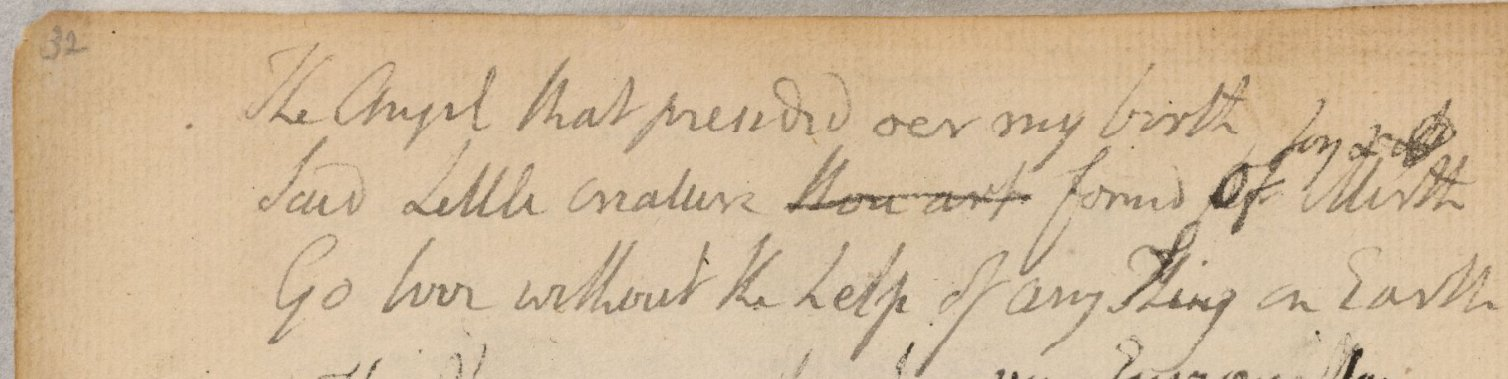
El ángel que presidió mi nacimiento ..., p.32

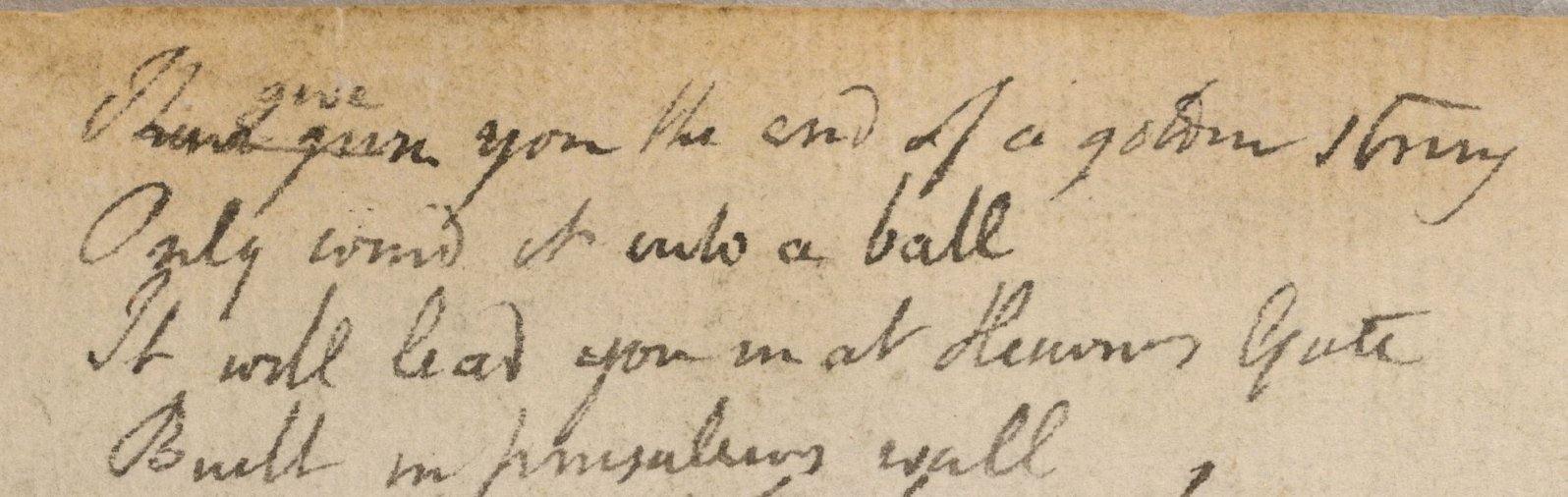
Te doy la punta de una cuerda dorada ..., p.46

Or can I be angry with Felphams old Mill
Or angry with Flaxman or Cromek or Stothard
Or poor Schiavonetti whom they to death botherd
Or angry with Macklin or Boydel or Bowyer
Because they did not say O what a Beau ye are
At a Friends Errors Anger shew
Mirth at the Errors of a Foe

A Dios

If you have formd a Circle to go into
Go into it yourself & see how you would do

En el siguiente breve fragmento, Blake habla de sí mismo y de su propia experiencia espiritual en su infancia:

The Angel that presided oer my birth
Said Little creature formd of Joy & Mirth
Go love without the help of any King on Earth

También hay un borrador del famoso lema de Blake de su poema Jerusalem The Emanation of the Giant Albion:

I give you the end of a golden string,
Only wind it into a ball:
It will lead you in at Heavens gate,
Built in Jerusalems wall

Pero en Jerusalén, al comienzo del capítulo 4 (A los cristianos), se da en una combinación con otras 4 líneas misteriosas:
| Devils are                 | I give you the end of a golden string, |
| False Religions            | Only wind it into a ball:              |
| "Saul Saul"                | It will lead you in at Heavens gate,   |
| "Why persecutest thou me." | Built in Jerusalems wall.              |

## Diseños
El Cuaderno está lleno de bocetos y diseños de Blake casi en cada página. Aquí está el índice de las primeras 25 páginas (véase las ilustraciones a continuación):
| pag. 2.         | Boceto (lápiz). - ¿Daphne? (emblema central). |
| pag. 4.         | Pagina del titulo. - Ideas del bien y del mal. Boceto (lápiz). - Una mujer joven vistiendo (emblema central). |
| pag. 5.         | Bosquejo. (pluma y tinta) Un hombre con una toga romana |
| pag. 6.         | Boceto (pluma y tinta) Tigre. Cabeza de tigre. Un hombre escondido en una casa. Por los diseños de una serie de baladas de William Hayley                                                                                           |
| pag. 7.         | Boceto (lápiz). Tres cifras. |
| pag. 8.         | Boceto (lápiz). Una composición con 2 o 3 figuras. |
| pag. 9.         | Boceto (sepia). atribuido a Robert Blake: Lady Macduff huyendo de uno de los secuaces de Macbeth. |
| pag. 11.        | Boceto (lápiz). Una composición con algunas figuras. |
| pag. 12.        | Boceto (lápiz). ¿Cabeza de rey? (oscurecido con el texto, emblema central). |
| pag. 13.        | Boceto (sepia). attrib. a Robert Blake: Oberon y Titania reclinados sobre una amapola (il. ¿Sueño de una noche de verano de Shakespeare? ), Dibujo de lavado monocromático,                                                         |
| pag. 15.        | Boceto (lápiz). Por las puertas del paraíso . Viajero (emblema central). El hombre que orina. Monstruo volador con un hombre en la boca (3 veces) - ¿Lucifer descubriendo a Judas? (Infierno, Canto xxxiv). Un hombre con un perro. |
| pag. dieciséis. | Boceto (lápiz). Monstruo volador con un hombre en la boca (dos veces) - ¿Lucifer descubriendo a Judas? (Infierno, Canto xxxiv. ). Un hombre. Una figura con niños.                                                                  |
| pag. 17.        | Dibuja (lápiz) Monster's Head con un hombre en la boca (dos veces). El anciano encuentra su muerte (emblema central). |
| pag. 18.        | Boceto (lápiz). Un jinete seguido de una dama (emblema central). |
| pag. 19.        | Boceto (lápiz). - Para Puertas del Paraíso . Objeto 9: ¿Qué son estos? ¡Pobre de mí! la Mártir Femenina Es Ella también la Imagen Divina (emblema central).                                                                         |
| pag. 20.        | Boceto (lápiz). Disputa (emblema central). |
| pag. 21.        | Bosquejo. - Para canciones de experiencia - 'The Sick Rose' (emblema central, lápiz). Cabeza de hombre de perfil (pluma y tinta).                                                                                                   |
| pag. 22.        | Boceto (lápiz). Una composición con algunas figuras (muy oscurecidas con el texto, emblema central). |
| pag. 23.        | Boceto (lápiz). Una figura dentro de la jaula colgada de la proa de un árbol y un águila (emblema central). |
| pag. 24.        | Boceto (lápiz). Una composición con 3 figuras (emblema central). |
| pag. 25.        | Boceto (lápiz). Una composición con 5 figuras - ¿Pestilencia? (emblema central). |

... y así durante el resto del cuaderno.

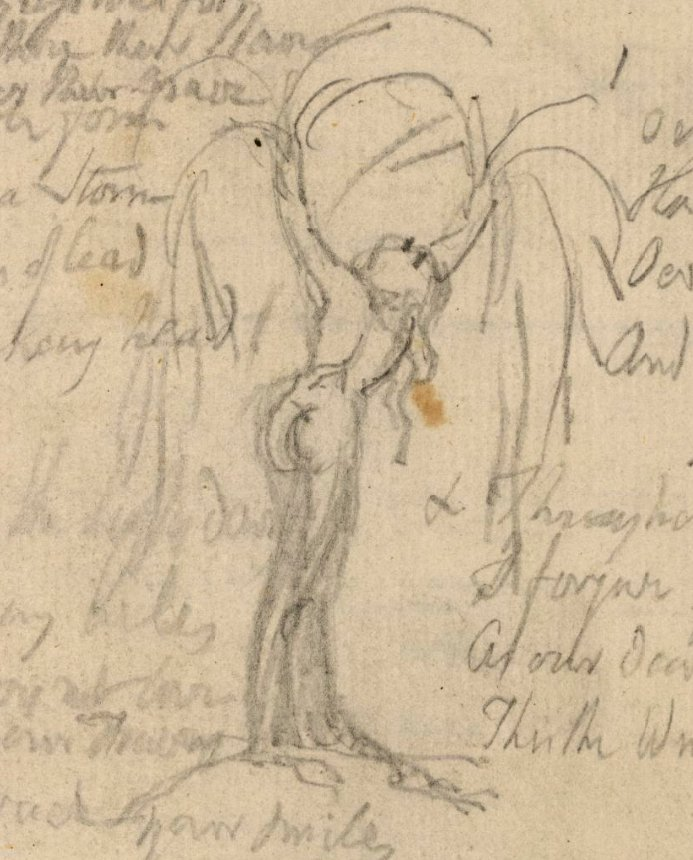
Dafna? p.2
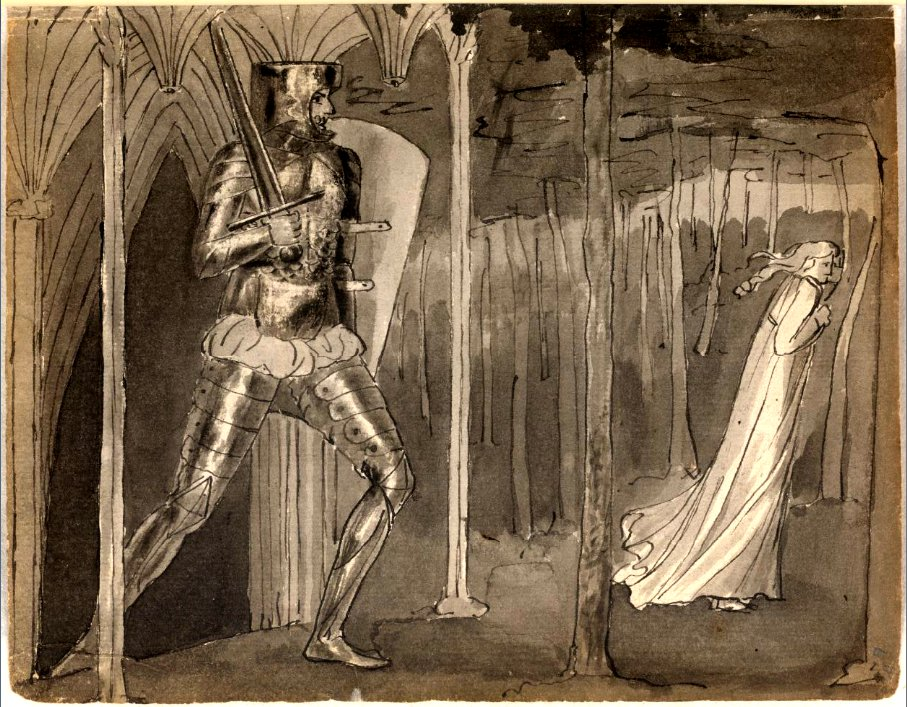
atribuido a Robert Blake: Lady Macduff huyendo de uno de los secuaces de Macbeth, p.9
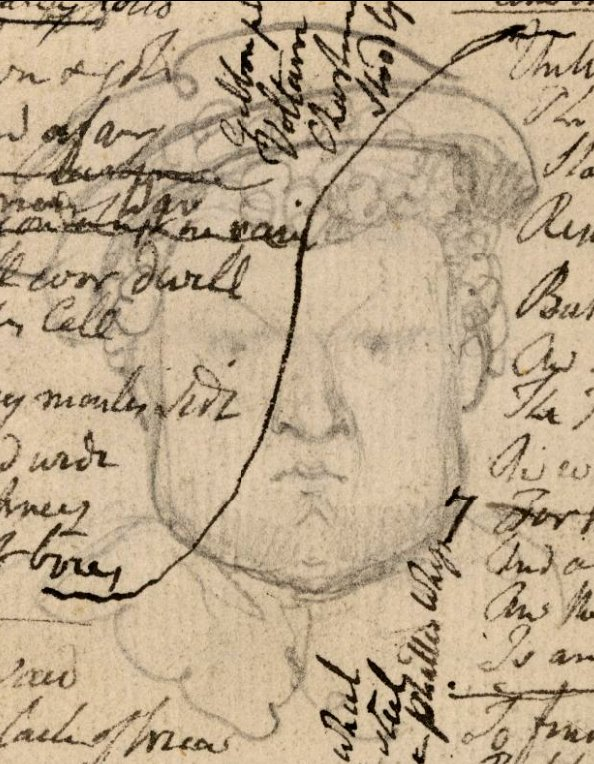
¿Cabeza de rey? p.12
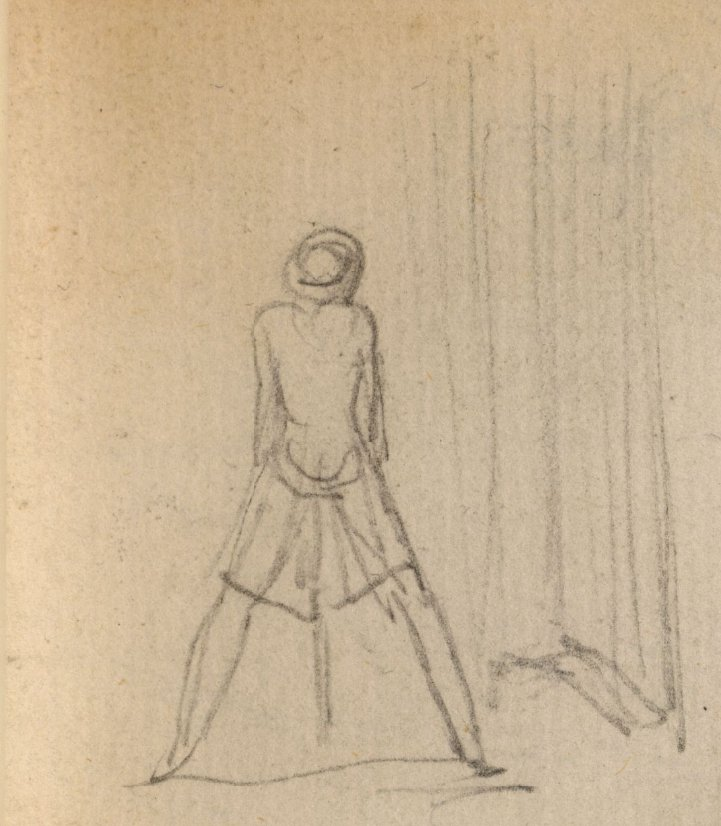
Hombre que orina, p.15
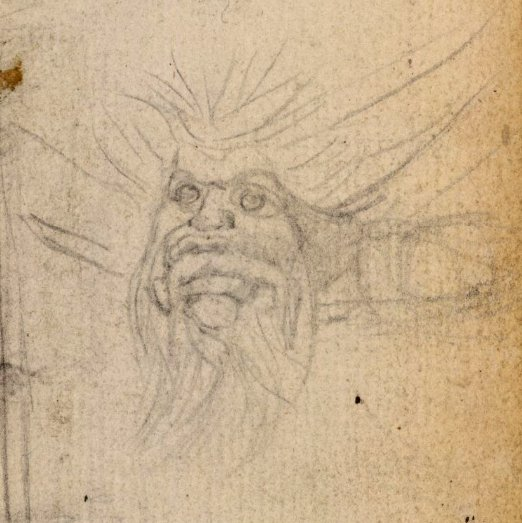
Monstruo volador, p.15
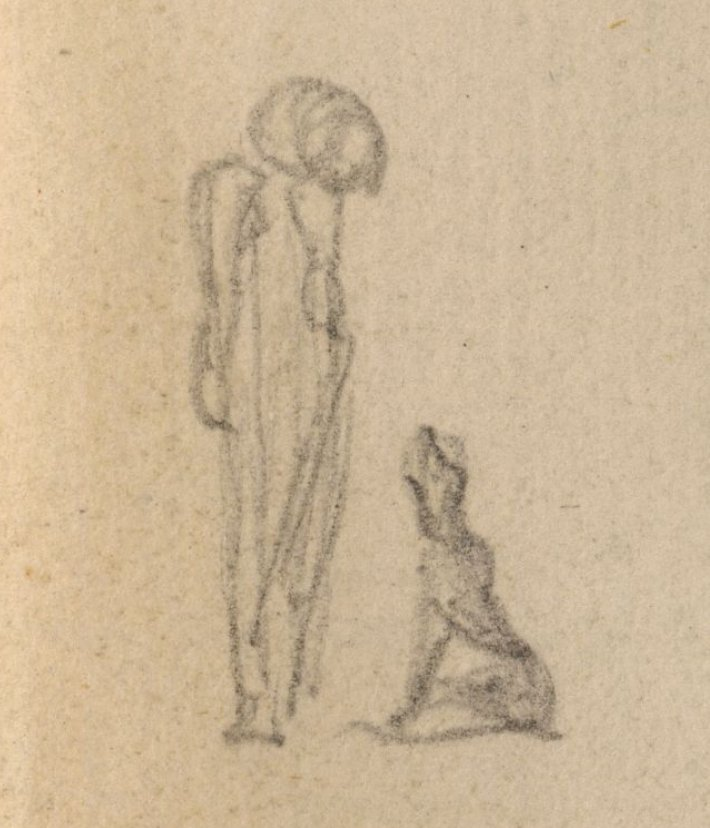
Hombre y perro, p.15
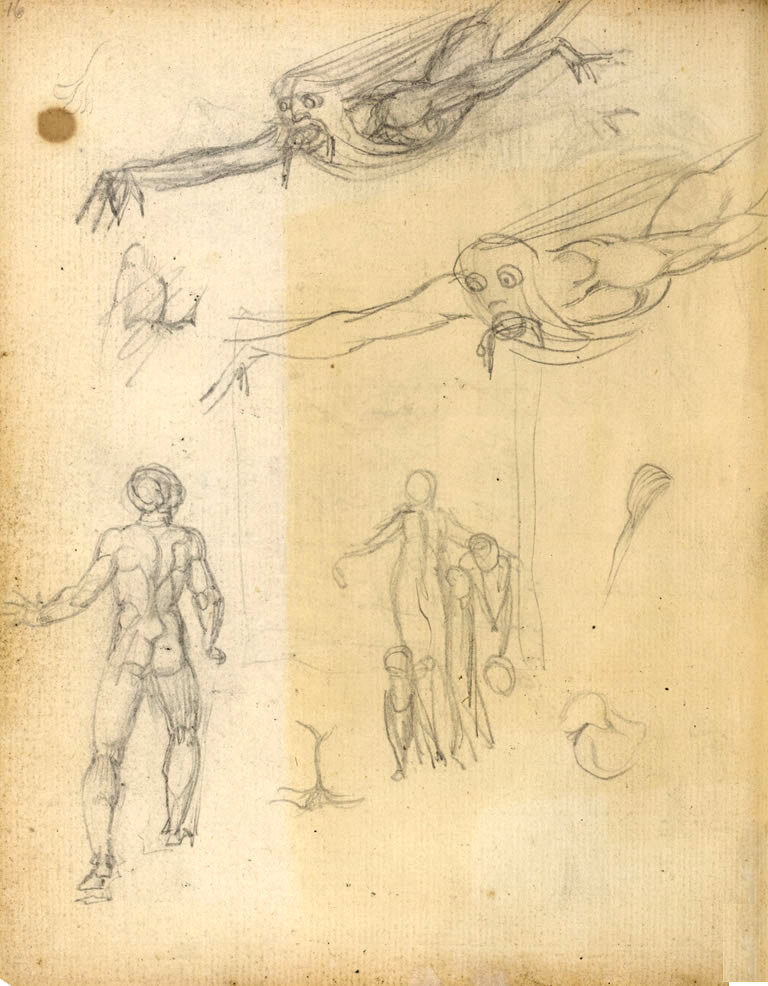
Monstruos voladores y viajero, p.16
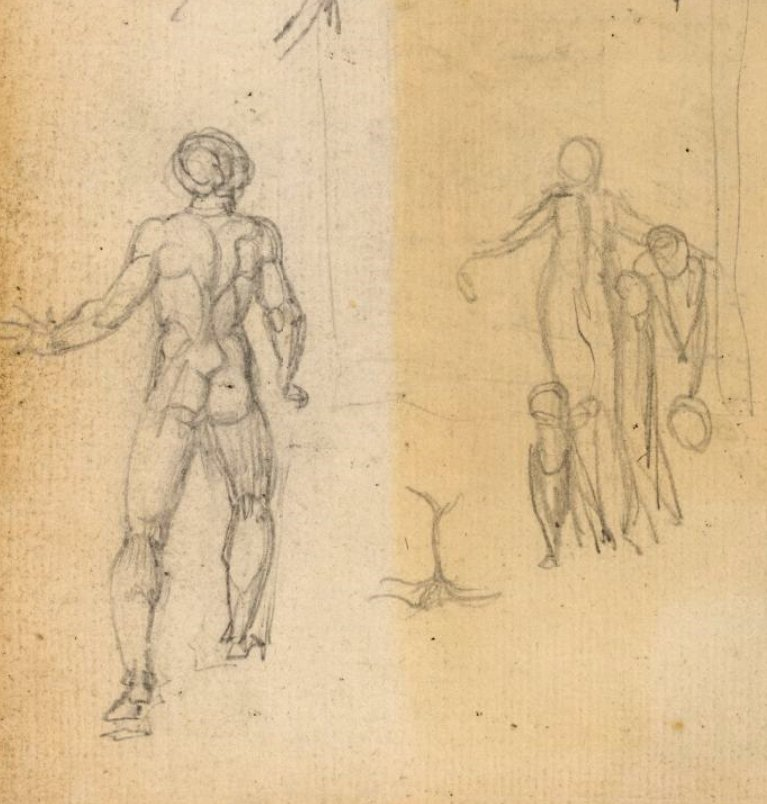
Viajero y Mujer con hijos, p.16
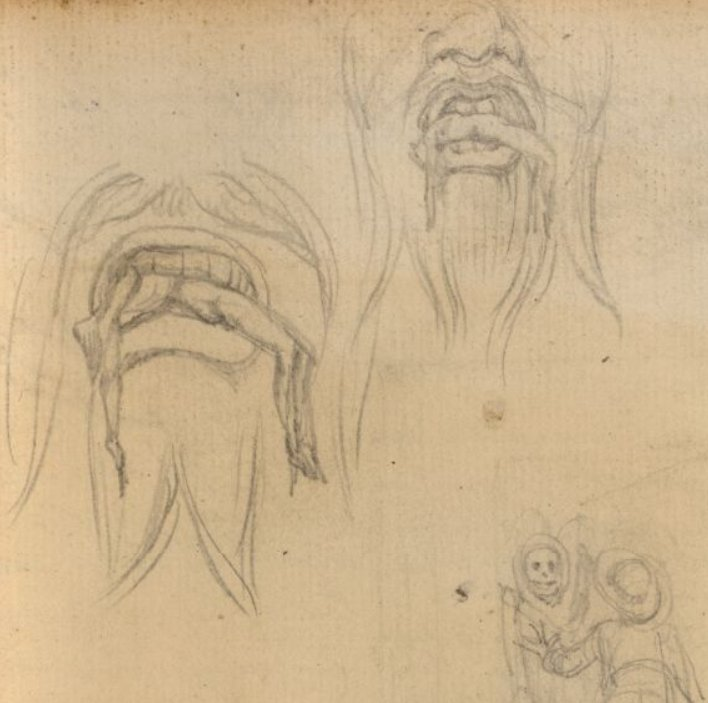
Dos monstruos, p.17
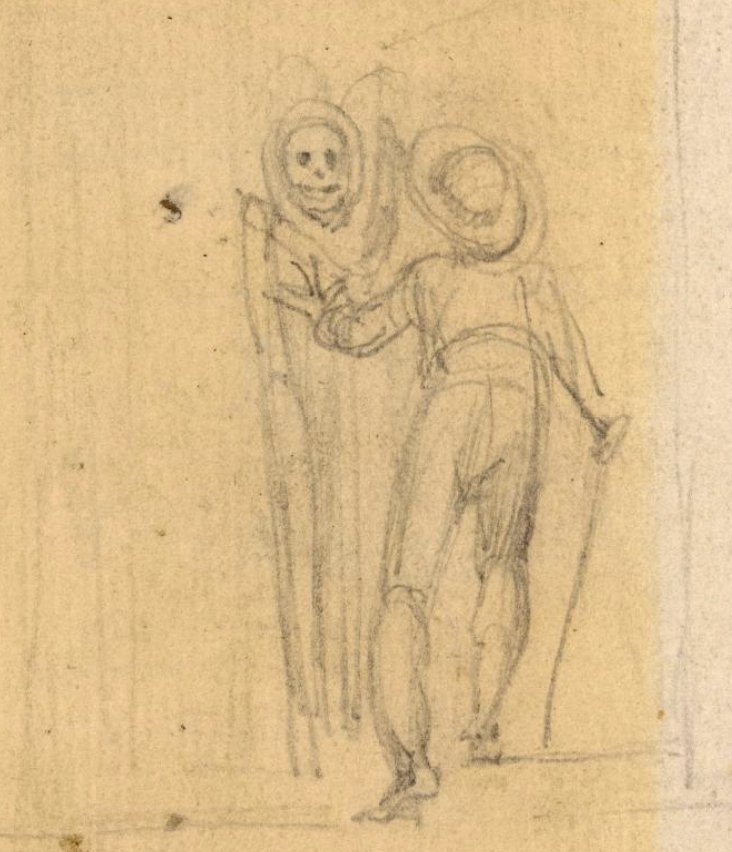
Encuentro con la muerte, p.17
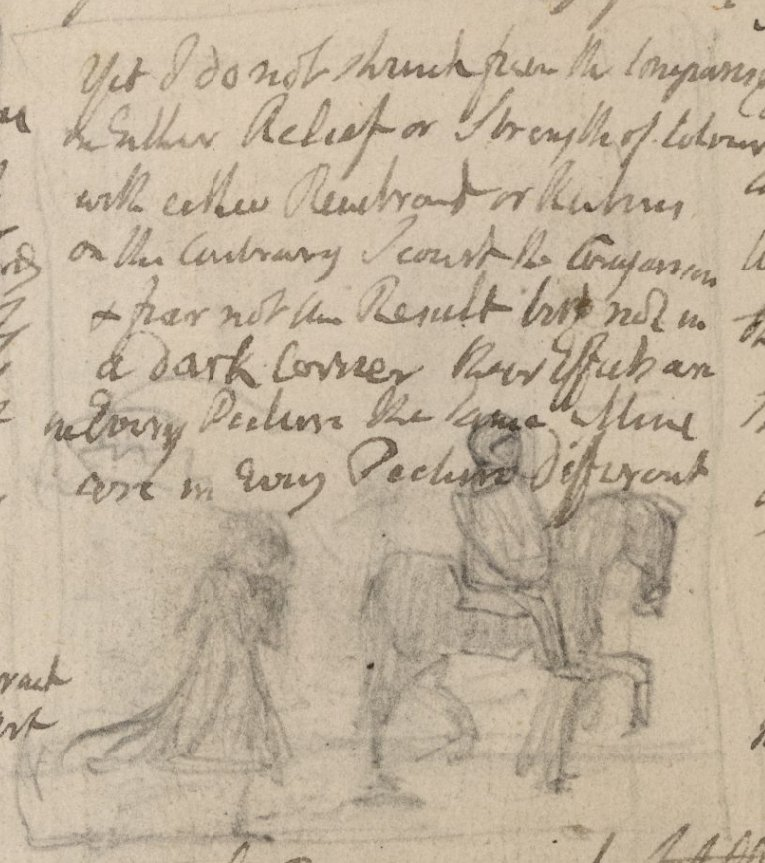
Jinete, p.18
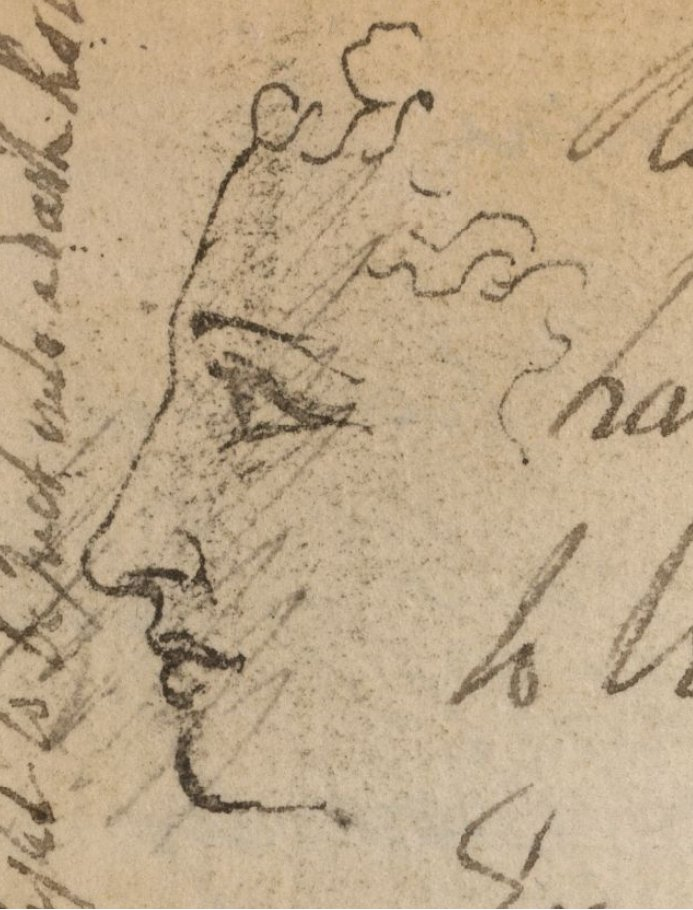
Cabeza de mujer, p.19
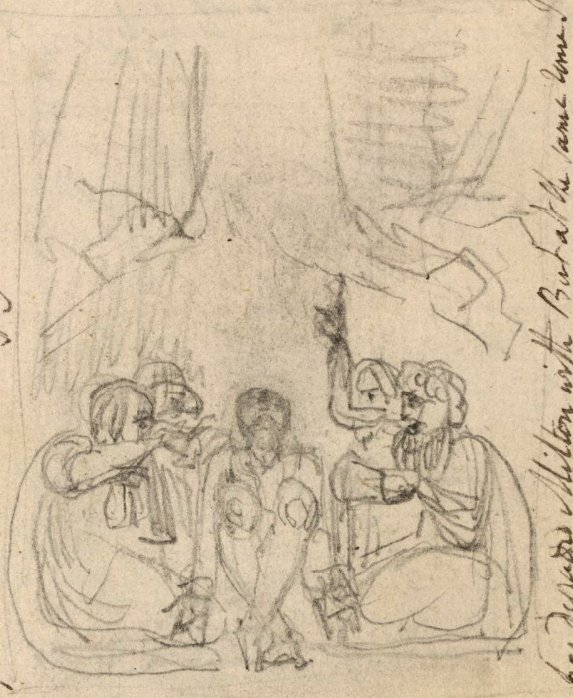
Disputa, p.20
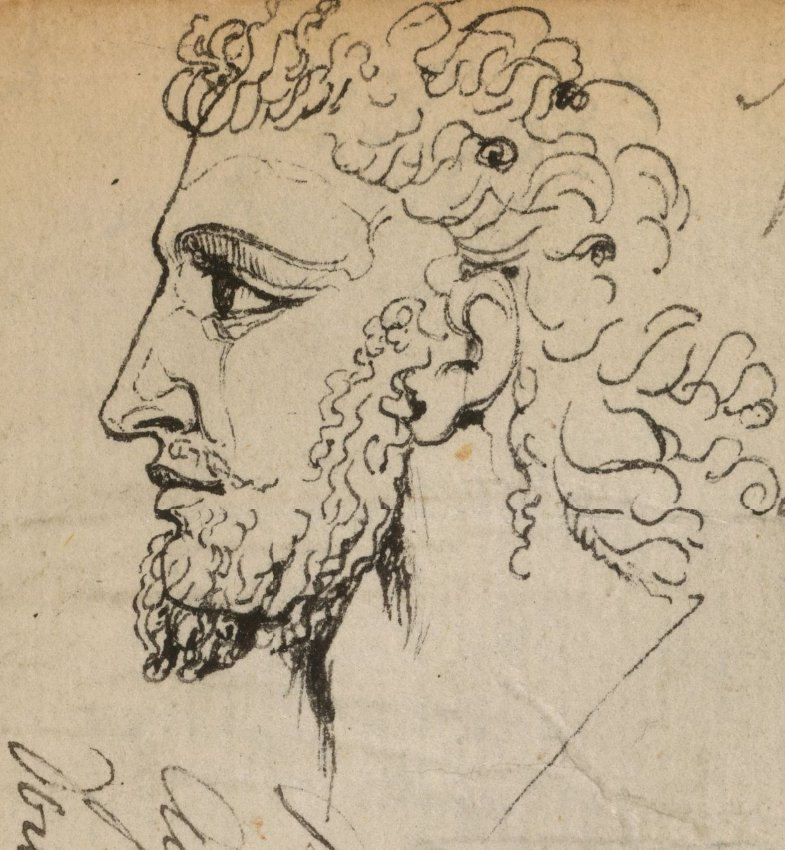
Cabeza de hombre, p.21
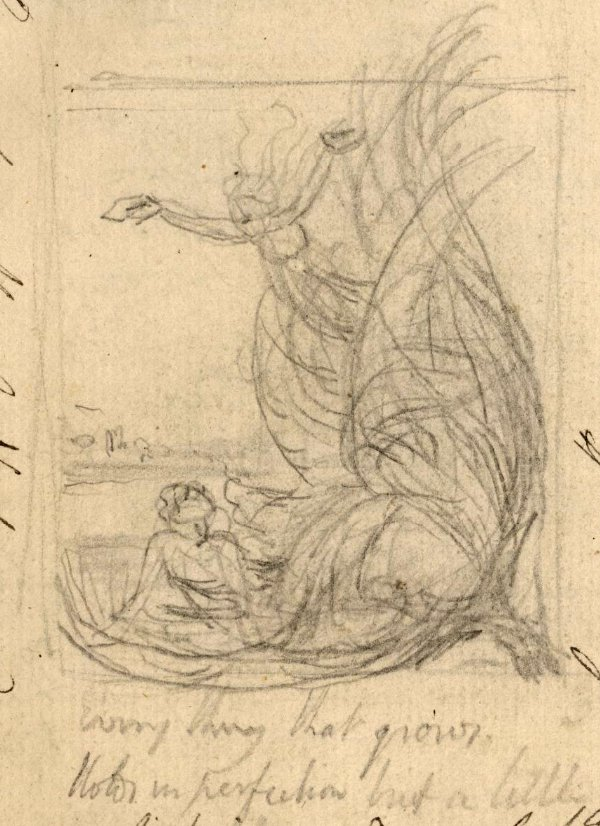
La rosa enferma, p.21
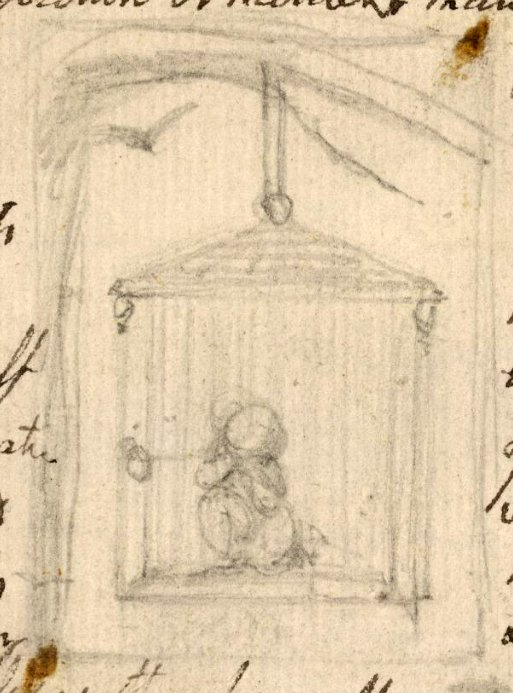
Jaula en un árbol, p.23
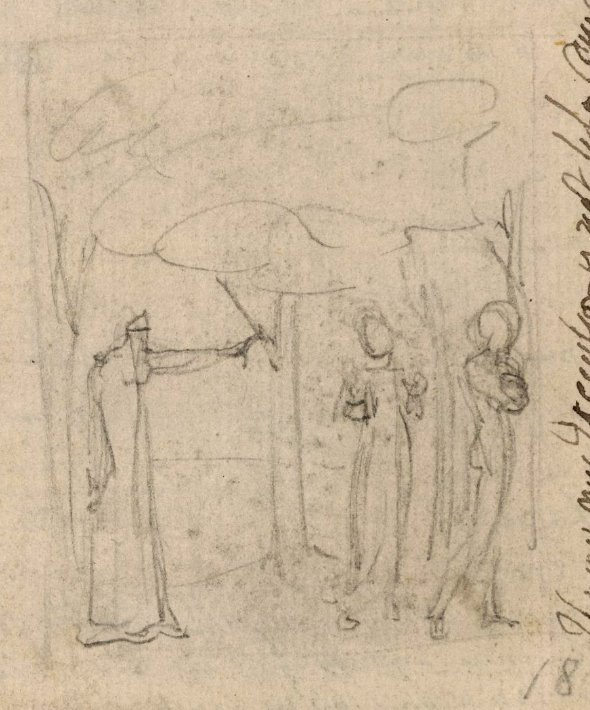
Escena, p.24
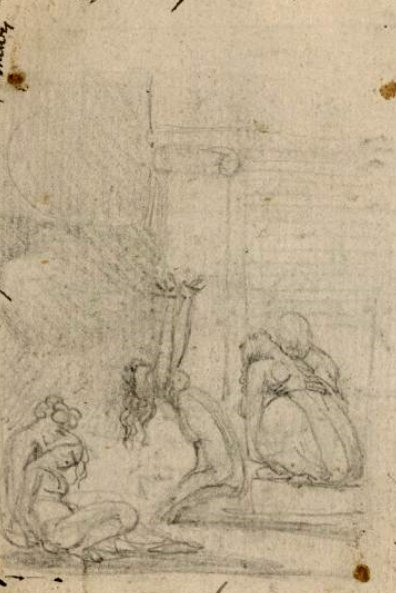
¿Pestilencia? p.25
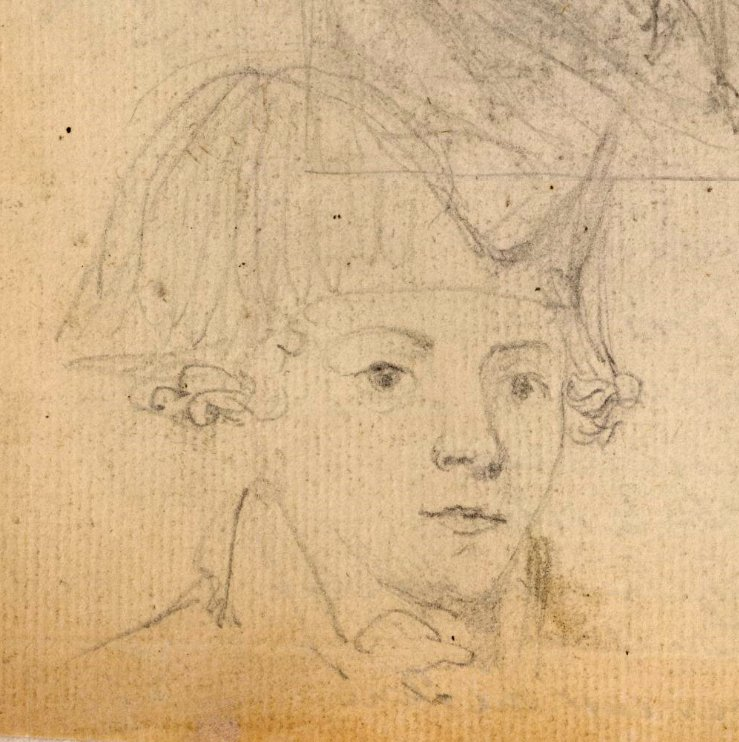
Retrato, p. 47
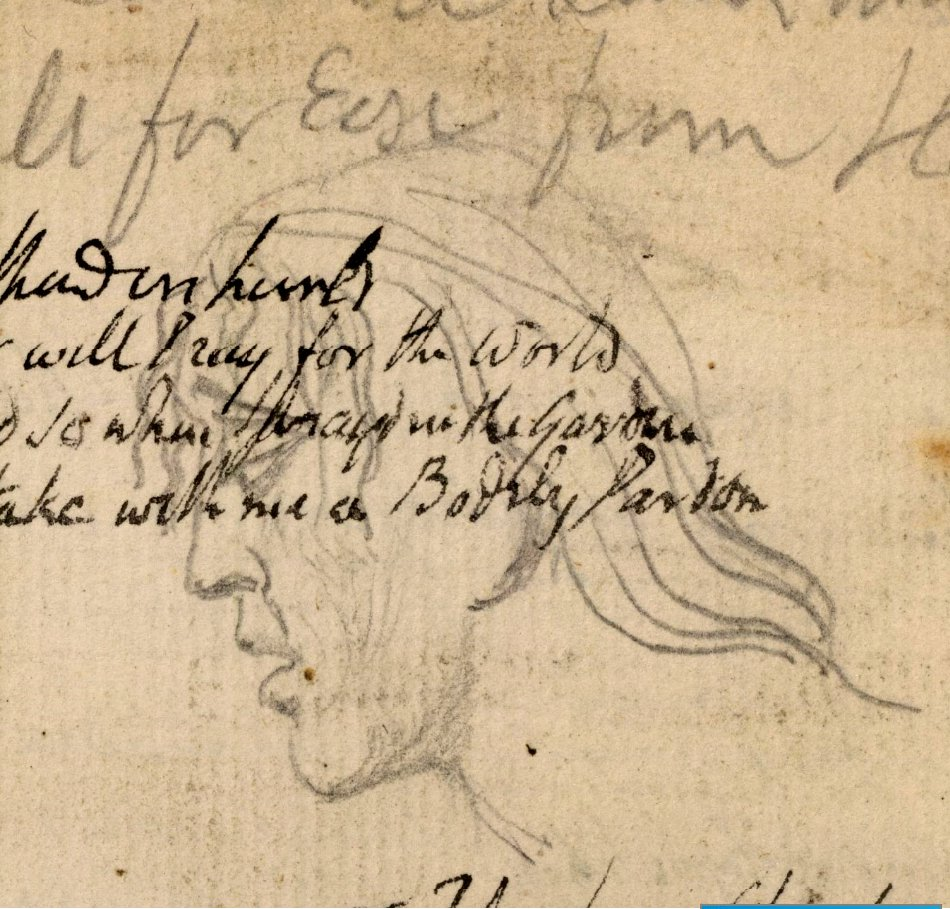
Perfil del hombre, p.54
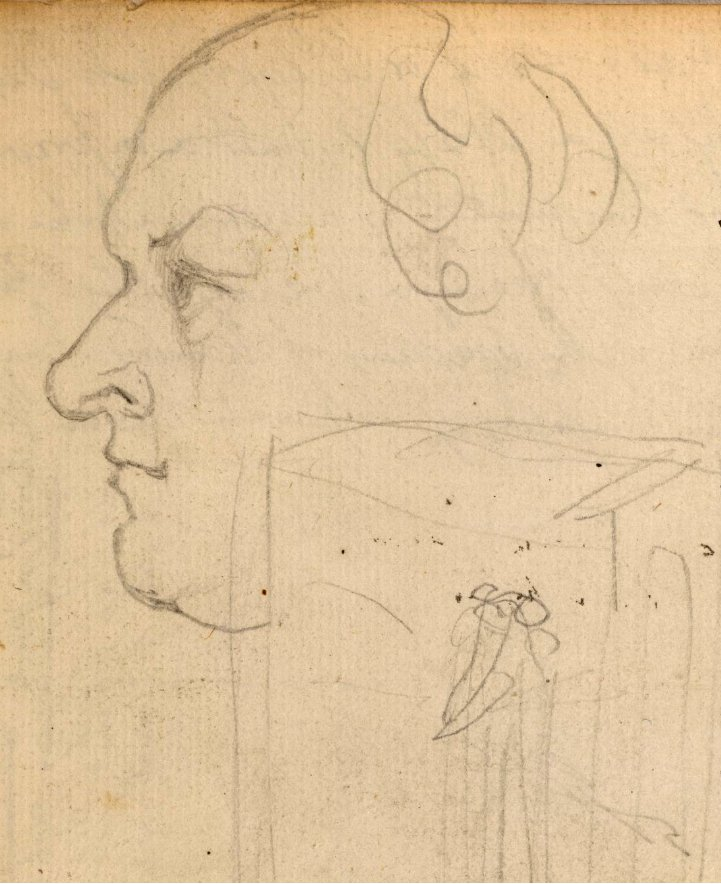
Autorretrato, p.67
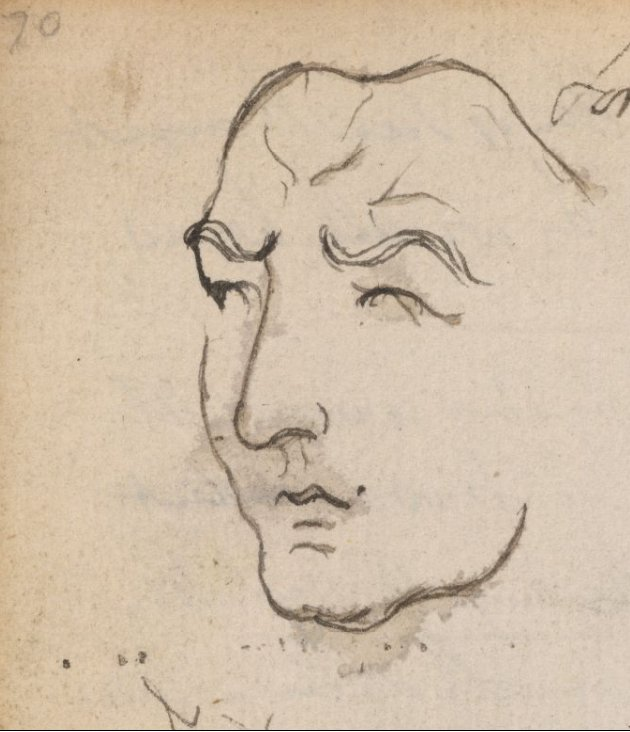
Cara triste, p. 70
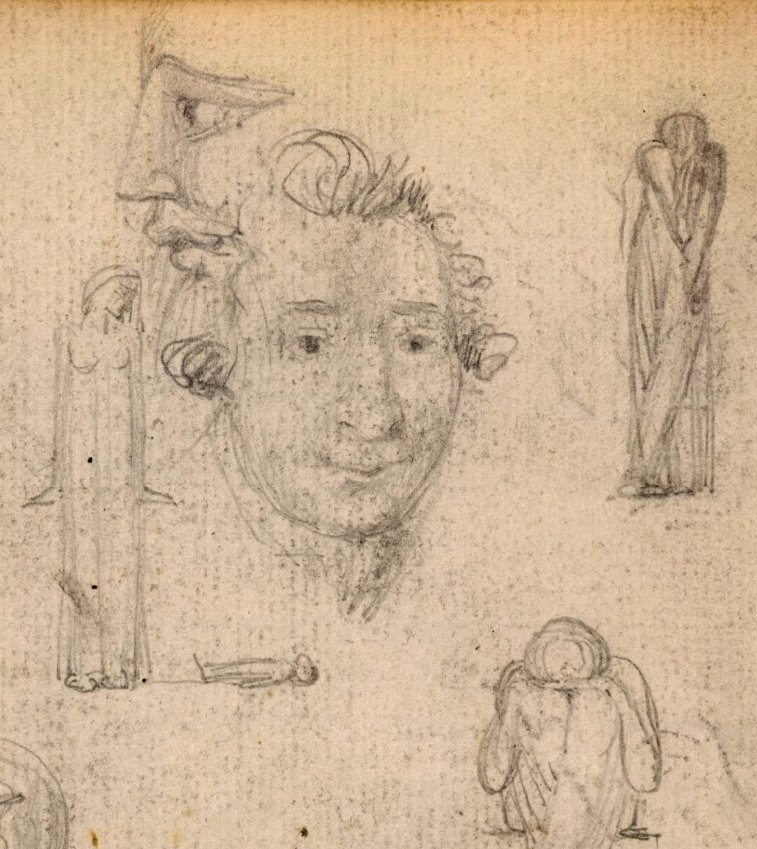
Tom Paine, pág.74
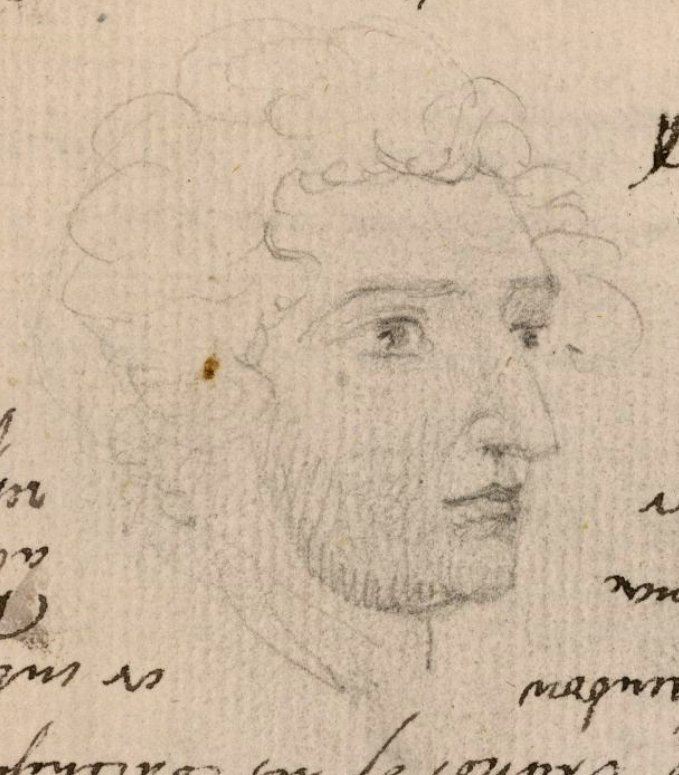
¿Catherine Blake? p.82

Estos bocetos a menudo sirven como fuente para trabajos posteriores de Blake, ilustraciones de sus libros, grabados, acuarelas, entre otros. Aquí hay unos ejemplos:
| Imagen | Descripción | Imagen | Descripción | Imagen | Descripción |
| ------ | --- | ------ | --- | ------ | --- |
|        | atrib. a Robert Blake: Oberón y Titania reclinando en una amapola, aguada monócroma, c. 1786–87. Butlin 201.5(13), p.13 British Library                                                                                   |        | William Blake: Oberón and Titania, de The Song of Los, copia A, Aguafuerte de relieve con impresión de color y coloreado a mano. 1795 objeto 5 British Museum            |        | William Blake: Oberón y Titania, deThe Song of Los, copia C, Aguafuerte de relieve con impresión de color y coloreado a mano. 1795 objeto 5 Morgan Library and Museum, |
|        | Tigre. Boceto a tinta del Cuaderno, p.6 |        | Tigre. Grabado del Designs to a Series of Ballads of William Hayley, copia 1, 1802, Henry E. Huntington Library and Art Gallery                                          |        | El Tigre. Songs of Innocence and of Experience, copia Y, 1825, Metropolitan Museum of Art |
|        | The inscription: Thus the traveller hasteth in the Evening Boceto a lápiz del Cuaderno, p.15 |        | El viajero presta en la noche 14 publicados [sic] 17 de mayo de 1793 por William Blake Lambeth Grabado de For Children. The Gates of Paradise, 1793, Library of Congress |        | El viajero presta en la noche 14 publicados [sic] 17 de Mayo de 1793 por William Blake Lambeth Grabado de For the Sexes. The Gates of Paradise, copia D, c.1825 Morgan Library and Museum |
|        | La inscripción: Ah luckless babe born under cruel star And in dead parents baleful ashes bred Full little weenest thou what sorrows are Left thee for portion of thy livelihed Spenser Boceto al lápiz del Cuaderno, p.19 |        | Alas! Grabado de For Children. The Gates of Paradise, copia D, objeto 9, 1793, Library of Congress                                                                       |        | 7 What are these? Alas! La mártir es también la imagen divina publicada [sic] 17 de Mayo de 1793 por William Blake Lambeth Grabado de For the Sexes. The Gates of Paradise, 1825, objeto 9 Inscrito en grafito en el centro inferior: «7. One dies! Alas! the living and dead! One is slain! and one is fled! Blake's 'Key'.» Yale Center for British Art |
|        | Oothoon & the Nymph-Marigold. Pencil sketch from Notebook, p.28 |        | Otón y la ninfa-caléndula. Aguafuerte de relieve con color monotipado del Visions of the Daughters of Albion, copia G, objeto 3, 1795 Harvard University,                |        | Otón y la ninfa-caléndula. Aguafuerte de relieve con color monotipado del Visions of the Daughters of Albion, copia O, objeto 3, c.1818 British Museum |
|        | Nabucodonosor. Boceto a lápiz del Cuaderno, p.44 |        | Nabucodonosor. Impresión a color, tinta y acuarela sobre papel, 1795/c.1805 Tate Britain                                                                                 |        | Nabucodonosor. Impresión a color, tinta y acuarela sobre pape, The Marriage of Heaven and Hell, copia I, 1827 Fitzwilliam Museum, |
|        | (Sin inscripción) El conde Ugolino y sus hijos en prisión boceto a lápiz del Cuaderno, p.59 |        | Does thy God O Priest take such vengeance as this? Grabado de For the Sexes. The Gates of Paradise, copia D, c.1825 Morgan Library and Museum                            |        | El conde Ugolino y sus hijos en prisión (Ill. a Dante. Inferno Canto XXXIII 13–93) c.1826. pluma, témpera y oro sobre tabla Fitzwilliam Museum |
|        | La inscripción: What we hope we see Boceto a lápiz del Cuaderno, p.61 |        | El miedo y la esperanza son – Visión. Grabado de For Children. The Gates of Paradise, 1793, Yale Center for British Art                                                  |        | El miedo y la esperanza son – Visión. Grabado de For the Sexes. The Gates of Paradise, copia D, c.1825 Morgan Library and Museum |
|        | La inscripción: I found him beneath a tree in the Garden Boceto a lápiz del Cuaderno, p.63 |        | I found him beneath a Tree Grabado de For Children. The Gates of Paradise, copia D, objeto 3, 1793, Library of Congress                                                  |        | I found him beneath a Tree Grabado de For the Sexes. The Gates of Paradise, copia D, objeto 3, c.1825 Morgan Library and Museum |
|        | La inscripción: he rears from off the pool His mighty stature Milton Boceto a lápiz del Cuaderno, p.91 |        | Fuego Grabado de For Children. The Gates of Paradise, copia D, objeto 7, 1793, Library of Congress                                                                       |        | Fuego Grabado de For the Sexes. The Gates of Paradise, copia D, objeto 7, c.1825 Morgan Library and Museum |
|        | La inscripción: Thou hast set thy heart as the heart of God- Ezekiel Dos bocetos (lápiz y sepia) del Cuaderno, p.94 |        | Aire Grabado de For Children. The Gates of Paradise, copia D, objeto 6, 1793, Library of Congress                                                                        |        | Aire Grabado de For the Sexes. The Gates of Paradise, copia D, objeto 6, c.1825 Morgan Library and Museum |
|        | Satán con un escudo y lanza, boceto del Cuaderno, p.112 |        | Satán exultándose sobre Eva. impresión de color, grafito, tinta, y acuarela, ilustración de Paradise Lost, 1795. The Getty Center                                        |        | Satán exultándose sobre Eva. Impresión de color, tinta, y acuarela sobre papel montado en lienzo, ilustración delParadise Lost, 1795. Tate Britain |

## Propietarios
El volumen fue presentado por Catherine Blake (la viuda de Blake) en 1827 a William Palmer, hermano del alumno de Blake, Samuel Palmer. Se lo compró Dante Gabriel Rossetti el 30 de abril de 1847. Posteriormente fue comprado por F. S. Ellis (en la venta de Rossetti, T. G. Wharton, Martin & Co., 5 de julio de 1882, lote 487) y por Ellis y Scruton (en la venta de Ellis, Sotheby's, 18 de noviembre de 1885, lote 608). Vendido por Dodd, Mead and Co. de Nueva York a William Augustus White (fallecido en 1928) de Brooklyn, el 26 de enero de 1887. Heredado por su hija, la dama Frances Hillard Emerson (fallecida en 1957) de Cambridge, Massachusetts. Presentado por la dama F. H. Emerson. Ahora en posesión de la Biblioteca Británica: Add MS 49460.